# Autoba rubra
Autoba rubra är en fjärilsart som beskrevs av George Francis Hampson 1902. Autoba rubra ingår i släktet Autoba och familjen nattflyn. Inga underarter finns listade i Catalogue of Life.